# Serup Kirke
Serup Kirke er en kirke i landsbyen Serup i Silkeborg Kommune nord for Silkeborg.
Kirken består af skib og kor samt tårn mod vest, som også fungerer som våbenhus. Skibet og koret er fra romansk tid og bygget af granitkvadre, mens tårnet i røde mursten er bygget til i 1700-tallet.
Indgang til kirken sker gennem en tresøjleportal på tårnets vestlige facade. Portalen er flyttet fra skibets sydlige facade, hvor den tidligere var en af to indgangsdøre på hver sin side af kirken.
Både prædikestol og altertavle er fra 1600-tallet og i renæssancestil mens døbefonten af granit, som er kirkens ældste inventarstykke, er i romansk stil.